# استیل (جان هنری آیرنز)
استیل (به انگلیسی: Steel) با نام کامل جان هنری آیرنز، همچنین تحت عنوان مرد پولادین نیز شناخته می‌شود، یک شخصیت خیالی ابرقهرمان در کتاب‌های کامیک آمریکایی منتشر شده توسط دی‌سی کامیکس است. این شخصیت توسط نویسنده لوئیس سیمونسون و طراح جان بوگدانوف خلق شده‌است؛ که برای اولین بار در شمارهٔ ۵۰۰ از مجموعه کمیک ماجراجویی سوپرمن (ژوئن ۱۹۹۳) حضور پیدا کرد. او در سال ۱۹۹۳، به عنوان یکی از چندین شخصیت جایگزین برای سوپرمن معرفی شد که در آن زمان کشته شده بود. او بعدها مربیگری برادر زاده خود ناتاشا آیرنز را به عهده گرفت که خود او بعدها تبدیل به یک شخصیت ابرقهرمان گردید.
در سال ۱۹۹۷، فیلمی سینمایی به همین نام و به کارگردانی کنت جانسون بر پایه این شخصیت ساخته شد و شکیل اونیل، بازیکن سابق بسکتبال حرفه‌ای در نقش او ظاهر شد.